# Danmarks försvarschef
Danmarks försvarschef (danska: Forsvarschefen) är det danska försvarets högsta yrkesmilitära befattning. Försvarschefen är enligt Forsvarsloven direkt underordnad Danmarks försvarsminister och har under dennes myndighet befäl över Danmarks väpnade styrkor.
Befattningen inrättades den 27 maj 1950 och användes från och med 1 oktober samma år. I Danmark är försvarschefen innehavare av den högsta graden, antingen amiral eller general beroende på vilken försvarsgren vederbörande kommer ifrån.
Det danska Hemvärnet och Forsvarets Efterretningstjeneste står dock inte under försvarschefens kontroll utan är direkt underställda Försvarsministeriet.

## Lista över Danmarks försvarschefer
| Nr |  | Försvarschef                                  | Tillträdde       | Avgick            | Försvarsgren |
| -- |  | --------------------------------------------- | ---------------- | ----------------- | ------------ |
| 1  |  | Amiral E.J.C. Qvistgaard                      | 1 oktober 1950   | 30 september 1962 | Flottan      |
| 2  |  | General Kurt Rudolph Ramberg                  | 1 oktober 1962   | 30 november 1972  | Flygvapnet   |
| 3  |  | General Otto Blixenkrone-Møller               | 1 oktober 1972   | 30 april 1977     | Armén        |
| 4  |  | General Knud Jørgensen                        | 1 maj 1977       | 30 september 1984 | Flygvapnet   |
| 5  |  | General Otto Katharus Lind                    | 1 oktober 1984   | 30 november 1985  | Armén        |
| 6  |  | Amiral Sven Eigil Thiede                      | 1 december 1985  | 31 oktober 1989   | Flottan      |
| 7  |  | General Jørgen Lyng                           | 1 november 1989  | 31 mars 1996      | Armén        |
| 8  |  | Amiral Hans Jørgen Garde                      | 1 april 1996     | 3 augusti 1996    | Flottan      |
| 9  |  | General Christian Hvidt                       | 20 augusti 1996  | 30 september 2002 | Flygvapnet   |
| 10 |  | General Hans Jesper Helsø                     | 1 oktober 2002   | 31 juli 2008      | Armén        |
| 11 |  | Amiral Tim Sloth Jørgensen                    | 1 augusti 2008   | 4 oktober 2009    | Flottan      |
| -  |  | Generallöjtnant Bjørn Ingemann Bisserup (tf.) | 4 oktober 2009   | 15 november 2009  | Armén        |
| 12 |  | General Knud Bartels                          | 16 november 2009 | 31 december 2011  | Armén        |
| -  |  | Generallöjtnant Bjørn Ingemann Bisserup (tf.) | 1 januari 2012   | 19 mars 2012      | Armén        |
| 14 |  | General Peter Bartram                         | 20 mars 2012     | 10 januari 2017   | Armén        |
| 15 |  | General Bjørn Ingemann Bisserup               | 10 januari 2017  | 30 november 2020  | Armén        |
| 15 |  | General Flemming Lentfer                      | 1 december 2020  | nuvarande         | Flygvapnet   |